# Ogcodes asiaticus
Ogcodes asiaticus este o specie de muște din genul Ogcodes, familia Acroceridae, descrisă de Nartshuk în anul 1975. Conform Catalogue of Life specia Ogcodes asiaticus nu are subspecii cunoscute.